# Дерби в Кентукки упадочно и порочно
«Дерби в Кентукки упадочно и порочно» (англ. The Kentucky Derby Is Decadent and Depraved) — статья Хантера С. Томпсона о Дерби, ежегодных конных скачках, проходивших в Луисвилле, штат Кентукки, в 1970 году, опубликована в журнале Scanlan’s Monthly в июне того же года. Эту статью принято считать первым текстом, написанным в стиле гонзо-журналистики.

## Сюжет
Несмотря на то, что статья была для спортивного журнала, меньше всего в ней внимания обращено непосредственно на скачки. Получив задание от редакции, Томпсон с куда большей охотой наблюдает за людьми, а не за лошадьми. К концу рассказа люди, впрочем, уже мало чем отличаются от животных.
Томпсон никак не может ни получить аккредитацию, ни найти Ральфа Стедмана — художника, с которым ему предстоит работать. Пережив вереницу приправленных принятием алкоголя и наркотиков приключений, Томпсон приходит в себя за несколько часов до сдачи материала с разрозненными и невнятными записями на руках. Кое-как собрав их воедино, он отсылает получившийся рассказ в редакцию, уверенный в его полном провале.
Томпсон крупным планом показывает разврат толпы, мир тупости и пьянства, вырождающихся и морально разлагающихся «аборигенов», неприязнь к которым Томпсон всячески подчеркивает, высмеивая их и с удовольствием глумясь над ними. В финале же, после нескольких дней, проведенных в алкогольном и наркотическом угаре, Томпсон смотрит в зеркало и видит в нём то самое карикатурное лицо, которое они со Стедманом искали.
Сам Томпсон так сформулировал генезис статьи: «Падение в шахту лифта с последующей посадкой в бассейн с русалками».

## Публикации
Впервые статья была опубликована в июньском номере журнала Scanlan’s Monthly 1970 года. Позже, в 1973 году, была перепечатана в «Антологии Новой журналистики» Тома Вулфа, также была опубликована в сборнике Хантера С. Томпсона «Большая охота на акул», включавшем некоторые его ранние работы.

### Реакция и критика
В то время статья не имела много читателей, но Томпсону удалось привлечь к себе внимание журналистов. В 1970 году Билл Кардозо (редактор The Boston Globe Sunday Magazine) написал Томпсону, назвав «Дерби в Кентукки» прорывом: «Вот оно, это чистое гонзо! Оно стартовало, пусть продолжает катиться». Именно Кардозо первым употребил слово «гонзо» для описания работы Томпсона, которым этот термин был тут же взят на вооружение. Ральф Стедман (с которым Томпсон продолжал сотрудничать и после работы в Кентукки) применил этот термин и к своим рисункам: «Хорошо, значит, вот что я делаю. Гонзо».

## Жанровые особенности
Рассказ вполне вписывается в классическую систему жанров журналистики, можно назвать его социальным очерком и/или репортажем. Однако, это все-таки нельзя назвать традиционным журналистским или художественным произведением. Здесь есть основные черты, присущие гонзо, такие как: повествование от первого лица, крайне субъективный взгляд на происходящее без оглядки на стандарты и правила, автор не просто рассказывает о событиях — он в них активно участвует, использует личные переживания, эмоции и опыт. Автор-герой циничен и саркастичен, употребляет наркотические вещества и алкоголь, использует ненормативную лексику.